# Thonny
A Thonny integrált fejlesztői környezet (IDE) Python programnyelvhez. Kifejezetten kezdőknek szánt alkalmazás.
Az integrált fejlesztői környezet fejlesztését az észt Aivar Annamaa kezdte el a Tartui Egyetemen. Később többen csatlakoztak a fejlesztői csapathoz. Első kiadása 2015-ben jelent meg.
Windows, Linux és macOS operációs rendszerekhez érhető el bináris telepítőcsomag formájában. A Python pip csomagkezelőjével is telepíthető. A Debian, Raspberry Pi OS, Ubuntu és Fedora linux disztribúciók esetében a csomagkezelővel is telepíthető. 2017 júniusától a Raspebrry Pi hivatalos operációs rendszerének, a Raspberry Pi OS-nek az alapértelmezett része. Legfrissebb kiadása a 2024. december 16-n megjelent 4.1.7-es verzió.